# Kiss the ring
«Kiss the ring» (también conocida por los títulos «Hail to the king» y «L. A. heavy») es una canción del grupo estadounidense My Chemical Romance, creada para su cuarto álbum de estudio, aunque no fue incluida en la edición final de este. Finalmente, la canción se publicó en el sencillo Conventional weapons number four, el 8 de enero de 2013.

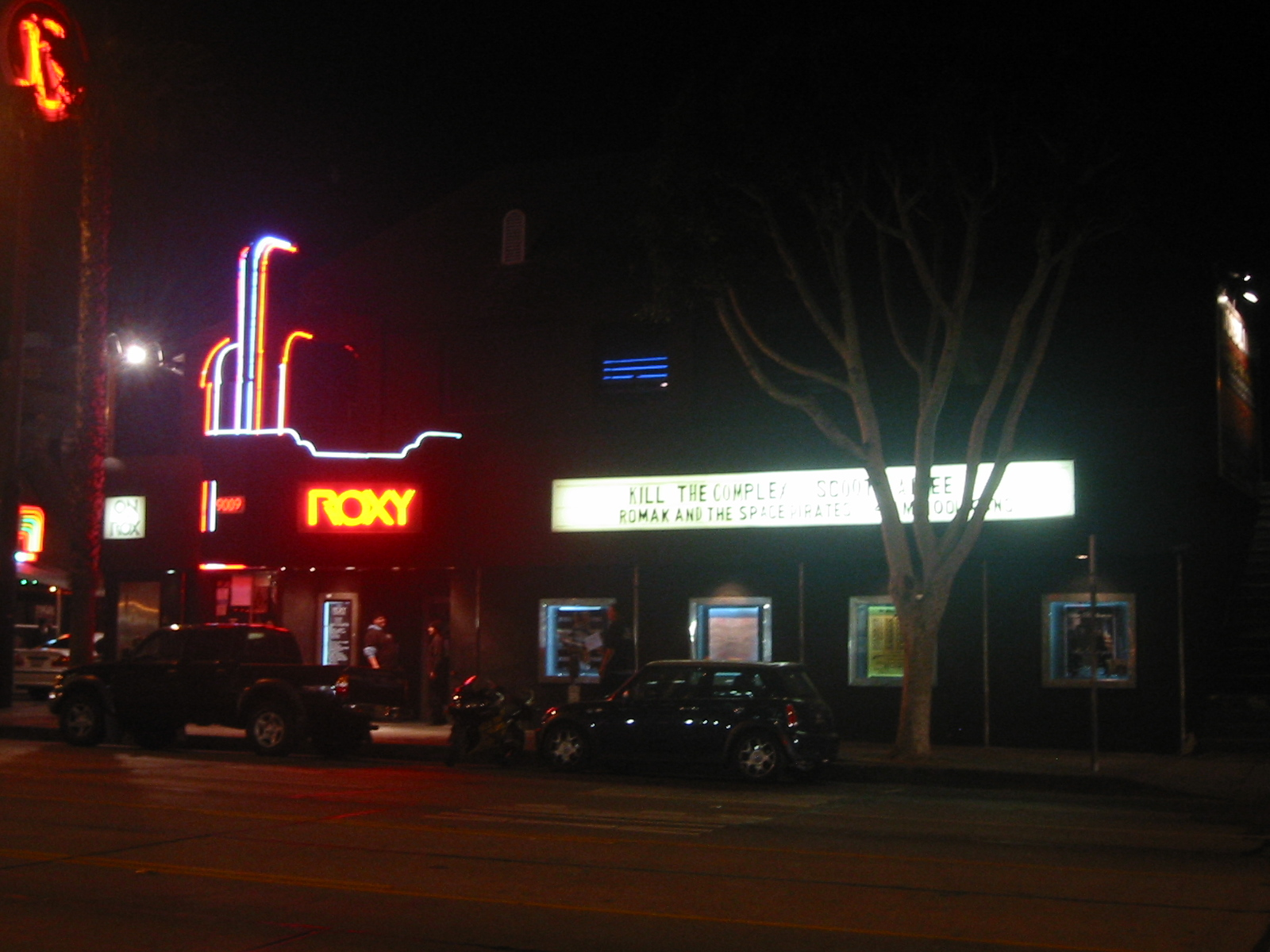
El estreno en vivo de la canción tuvo lugar en el local The Roxy de Los Ángeles.

Esta es una de las canciones creadas para el cuarto álbum que se tocaron por primera vez el viernes 31 de julio de 2009, día en que, después de más de un año, la banda volvió a dar un concierto, en el local nocturno The Roxy de Los Ángeles. En diversos sitios de internet se pueden encontrar grabaciones en video de la interpretación del tema. Otras canciones nuevas estrenadas ese día fueron «The drugs» y «Death before disco».
La canción ha sido descrita por la prensa como «más agresiva y roquera», y en el canto del vocalista Gerard Way se aprecia un cambio hacia el nuevo sonido que en ese momento querían presentar en su próximo disco. La revista Alternative Press dijo que la canción «suena como Queens of the Stone Age tripulando una flota de Monte Carlos de 1986 y apoderándose de un pequeño pueblo con un ejército de chicos empuñando la mano y vistiendo chaquetas de cuero y jeans rotos». El cantante de la banda ha dicho que la canción «se trata de tocar un concierto con una cosa del tipo “a quién le importa un bledo qué significa la canción”».